# Amphistomus storeyi
Amphistomus storeyi là một loài bọ cánh cứng trong họ Bọ hung (Scarabaeidae).